# Bogertophis
Bogertophis – rodzaj węży z podrodziny Colubrinae w rodzinie połozowatych (Colubridae).

## Zasięg występowania
Rodzaj obejmuje gatunki występujące na terenie Ameryki Północnej – w Stanach Zjednoczonych i Meksyku.

## Charakterystyka
Węże te osiągają długość 85–168 cm. Żywią się małymi ssakami (w tym gryzoniami i nietoperzami), ptakami i jaszczurkami. Są jajorodne.

## Systematyka

### Etymologia
Bogertophis: Charles Mitchill Bogert (1908–1992), amerykański herpetolog; gr. οφις ophis, οφεως opheōs „wąż”.

### Podział systematyczny
Do rodzaju należą następujące gatunki:
- Bogertophis rosaliae (Mocquard, 1899)
- Bogertophis subocularis (Brown, 1902) – wąż wielkooki